# Каприз (шахова тема)
Те́ма капри́зу (шахи) — тема в шаховій композиції. Суть теми — переміна функцій одного і того ж тактичного моменту, який в одній фазі є підсилювальним, наприклад для чорних і в другій фазі є послаблювальним, наприклад для білих.

## Історія
Цю ідею запропонував у 1973 році російський шаховий композитор Юрій Акимович Сушков (03.02.1938).
В першій фазі хибну спробу чорні спростовують підсиленням своєї позиції тактичним маневром чи прийомом, наприклад зв'язують білу фігуру. В наступній фазі, наприклад в рішенні білі своїм ходом самі зв'язують свою фігуру, тобто проходить послаблення позиції білих.
В ході білих пройшов ніби каприз, примха, від цього походить назва теми, яку дав Юрій Сушков — тема капризу. У 1976 році газета «Вечерний Ленинград» провела тематичний конкурс. Тема розроблялась із блокуванням, розблокуванням, виключенням і зв'язуванням.

## Основні форми теми
Основні форми теми — проста форма, або «простий каприз» і повна форма, або «повний каприз».

### Повна форма
Повна форма або, як ще називають, «повний каприз» проходить при двосторонньому «капризі». В задачі ця форма може бути виражена наступним чином, для прикладу на тактичному прийомі включення. Чорні хибний слід спростовують виключенням білої фігури. В рішенні білі самі на вступному ході виключають свою фігуру. У варіанті захисту чорні тепер вже включають білу фігуру, проходить так би мовити, анти-форма тематичного захисного мотиву.
|   | a | b | c | d | e | f | g | h |   |
| 8 | a7 чорна тура · e7 білий пішак · g7 білий пішак · a6 білий пішак · d6 білий слон · e6 чорний пішак · g6 чорний пішак · h6 чорний пішак · a5 білий кінь · b5 білий пішак · d5 чорний король · g5 чорний ферзь · h5 біла тура · a4 чорний пішак · c4 білий кінь · f4 біла тура · g4 білий пішак · b3 чорна тура · d3 білий слон · e3 чорний пішак · f3 білий король · b1 білий ферзь | a7 чорна тура · e7 білий пішак · g7 білий пішак · a6 білий пішак · d6 білий слон · e6 чорний пішак · g6 чорний пішак · h6 чорний пішак · a5 білий кінь · b5 білий пішак · d5 чорний король · g5 чорний ферзь · h5 біла тура · a4 чорний пішак · c4 білий кінь · f4 біла тура · g4 білий пішак · b3 чорна тура · d3 білий слон · e3 чорний пішак · f3 білий король · b1 білий ферзь | a7 чорна тура · e7 білий пішак · g7 білий пішак · a6 білий пішак · d6 білий слон · e6 чорний пішак · g6 чорний пішак · h6 чорний пішак · a5 білий кінь · b5 білий пішак · d5 чорний король · g5 чорний ферзь · h5 біла тура · a4 чорний пішак · c4 білий кінь · f4 біла тура · g4 білий пішак · b3 чорна тура · d3 білий слон · e3 чорний пішак · f3 білий король · b1 білий ферзь | a7 чорна тура · e7 білий пішак · g7 білий пішак · a6 білий пішак · d6 білий слон · e6 чорний пішак · g6 чорний пішак · h6 чорний пішак · a5 білий кінь · b5 білий пішак · d5 чорний король · g5 чорний ферзь · h5 біла тура · a4 чорний пішак · c4 білий кінь · f4 біла тура · g4 білий пішак · b3 чорна тура · d3 білий слон · e3 чорний пішак · f3 білий король · b1 білий ферзь | a7 чорна тура · e7 білий пішак · g7 білий пішак · a6 білий пішак · d6 білий слон · e6 чорний пішак · g6 чорний пішак · h6 чорний пішак · a5 білий кінь · b5 білий пішак · d5 чорний король · g5 чорний ферзь · h5 біла тура · a4 чорний пішак · c4 білий кінь · f4 біла тура · g4 білий пішак · b3 чорна тура · d3 білий слон · e3 чорний пішак · f3 білий король · b1 білий ферзь | a7 чорна тура · e7 білий пішак · g7 білий пішак · a6 білий пішак · d6 білий слон · e6 чорний пішак · g6 чорний пішак · h6 чорний пішак · a5 білий кінь · b5 білий пішак · d5 чорний король · g5 чорний ферзь · h5 біла тура · a4 чорний пішак · c4 білий кінь · f4 біла тура · g4 білий пішак · b3 чорна тура · d3 білий слон · e3 чорний пішак · f3 білий король · b1 білий ферзь | a7 чорна тура · e7 білий пішак · g7 білий пішак · a6 білий пішак · d6 білий слон · e6 чорний пішак · g6 чорний пішак · h6 чорний пішак · a5 білий кінь · b5 білий пішак · d5 чорний король · g5 чорний ферзь · h5 біла тура · a4 чорний пішак · c4 білий кінь · f4 біла тура · g4 білий пішак · b3 чорна тура · d3 білий слон · e3 чорний пішак · f3 білий король · b1 білий ферзь | a7 чорна тура · e7 білий пішак · g7 білий пішак · a6 білий пішак · d6 білий слон · e6 чорний пішак · g6 чорний пішак · h6 чорний пішак · a5 білий кінь · b5 білий пішак · d5 чорний король · g5 чорний ферзь · h5 біла тура · a4 чорний пішак · c4 білий кінь · f4 біла тура · g4 білий пішак · b3 чорна тура · d3 білий слон · e3 чорний пішак · f3 білий король · b1 білий ферзь | 8 |
| 7 | a7 чорна тура · e7 білий пішак · g7 білий пішак · a6 білий пішак · d6 білий слон · e6 чорний пішак · g6 чорний пішак · h6 чорний пішак · a5 білий кінь · b5 білий пішак · d5 чорний король · g5 чорний ферзь · h5 біла тура · a4 чорний пішак · c4 білий кінь · f4 біла тура · g4 білий пішак · b3 чорна тура · d3 білий слон · e3 чорний пішак · f3 білий король · b1 білий ферзь | a7 чорна тура · e7 білий пішак · g7 білий пішак · a6 білий пішак · d6 білий слон · e6 чорний пішак · g6 чорний пішак · h6 чорний пішак · a5 білий кінь · b5 білий пішак · d5 чорний король · g5 чорний ферзь · h5 біла тура · a4 чорний пішак · c4 білий кінь · f4 біла тура · g4 білий пішак · b3 чорна тура · d3 білий слон · e3 чорний пішак · f3 білий король · b1 білий ферзь | a7 чорна тура · e7 білий пішак · g7 білий пішак · a6 білий пішак · d6 білий слон · e6 чорний пішак · g6 чорний пішак · h6 чорний пішак · a5 білий кінь · b5 білий пішак · d5 чорний король · g5 чорний ферзь · h5 біла тура · a4 чорний пішак · c4 білий кінь · f4 біла тура · g4 білий пішак · b3 чорна тура · d3 білий слон · e3 чорний пішак · f3 білий король · b1 білий ферзь | a7 чорна тура · e7 білий пішак · g7 білий пішак · a6 білий пішак · d6 білий слон · e6 чорний пішак · g6 чорний пішак · h6 чорний пішак · a5 білий кінь · b5 білий пішак · d5 чорний король · g5 чорний ферзь · h5 біла тура · a4 чорний пішак · c4 білий кінь · f4 біла тура · g4 білий пішак · b3 чорна тура · d3 білий слон · e3 чорний пішак · f3 білий король · b1 білий ферзь | a7 чорна тура · e7 білий пішак · g7 білий пішак · a6 білий пішак · d6 білий слон · e6 чорний пішак · g6 чорний пішак · h6 чорний пішак · a5 білий кінь · b5 білий пішак · d5 чорний король · g5 чорний ферзь · h5 біла тура · a4 чорний пішак · c4 білий кінь · f4 біла тура · g4 білий пішак · b3 чорна тура · d3 білий слон · e3 чорний пішак · f3 білий король · b1 білий ферзь | a7 чорна тура · e7 білий пішак · g7 білий пішак · a6 білий пішак · d6 білий слон · e6 чорний пішак · g6 чорний пішак · h6 чорний пішак · a5 білий кінь · b5 білий пішак · d5 чорний король · g5 чорний ферзь · h5 біла тура · a4 чорний пішак · c4 білий кінь · f4 біла тура · g4 білий пішак · b3 чорна тура · d3 білий слон · e3 чорний пішак · f3 білий король · b1 білий ферзь | a7 чорна тура · e7 білий пішак · g7 білий пішак · a6 білий пішак · d6 білий слон · e6 чорний пішак · g6 чорний пішак · h6 чорний пішак · a5 білий кінь · b5 білий пішак · d5 чорний король · g5 чорний ферзь · h5 біла тура · a4 чорний пішак · c4 білий кінь · f4 біла тура · g4 білий пішак · b3 чорна тура · d3 білий слон · e3 чорний пішак · f3 білий король · b1 білий ферзь | a7 чорна тура · e7 білий пішак · g7 білий пішак · a6 білий пішак · d6 білий слон · e6 чорний пішак · g6 чорний пішак · h6 чорний пішак · a5 білий кінь · b5 білий пішак · d5 чорний король · g5 чорний ферзь · h5 біла тура · a4 чорний пішак · c4 білий кінь · f4 біла тура · g4 білий пішак · b3 чорна тура · d3 білий слон · e3 чорний пішак · f3 білий король · b1 білий ферзь | 7 |
| 6 | a7 чорна тура · e7 білий пішак · g7 білий пішак · a6 білий пішак · d6 білий слон · e6 чорний пішак · g6 чорний пішак · h6 чорний пішак · a5 білий кінь · b5 білий пішак · d5 чорний король · g5 чорний ферзь · h5 біла тура · a4 чорний пішак · c4 білий кінь · f4 біла тура · g4 білий пішак · b3 чорна тура · d3 білий слон · e3 чорний пішак · f3 білий король · b1 білий ферзь | a7 чорна тура · e7 білий пішак · g7 білий пішак · a6 білий пішак · d6 білий слон · e6 чорний пішак · g6 чорний пішак · h6 чорний пішак · a5 білий кінь · b5 білий пішак · d5 чорний король · g5 чорний ферзь · h5 біла тура · a4 чорний пішак · c4 білий кінь · f4 біла тура · g4 білий пішак · b3 чорна тура · d3 білий слон · e3 чорний пішак · f3 білий король · b1 білий ферзь | a7 чорна тура · e7 білий пішак · g7 білий пішак · a6 білий пішак · d6 білий слон · e6 чорний пішак · g6 чорний пішак · h6 чорний пішак · a5 білий кінь · b5 білий пішак · d5 чорний король · g5 чорний ферзь · h5 біла тура · a4 чорний пішак · c4 білий кінь · f4 біла тура · g4 білий пішак · b3 чорна тура · d3 білий слон · e3 чорний пішак · f3 білий король · b1 білий ферзь | a7 чорна тура · e7 білий пішак · g7 білий пішак · a6 білий пішак · d6 білий слон · e6 чорний пішак · g6 чорний пішак · h6 чорний пішак · a5 білий кінь · b5 білий пішак · d5 чорний король · g5 чорний ферзь · h5 біла тура · a4 чорний пішак · c4 білий кінь · f4 біла тура · g4 білий пішак · b3 чорна тура · d3 білий слон · e3 чорний пішак · f3 білий король · b1 білий ферзь | a7 чорна тура · e7 білий пішак · g7 білий пішак · a6 білий пішак · d6 білий слон · e6 чорний пішак · g6 чорний пішак · h6 чорний пішак · a5 білий кінь · b5 білий пішак · d5 чорний король · g5 чорний ферзь · h5 біла тура · a4 чорний пішак · c4 білий кінь · f4 біла тура · g4 білий пішак · b3 чорна тура · d3 білий слон · e3 чорний пішак · f3 білий король · b1 білий ферзь | a7 чорна тура · e7 білий пішак · g7 білий пішак · a6 білий пішак · d6 білий слон · e6 чорний пішак · g6 чорний пішак · h6 чорний пішак · a5 білий кінь · b5 білий пішак · d5 чорний король · g5 чорний ферзь · h5 біла тура · a4 чорний пішак · c4 білий кінь · f4 біла тура · g4 білий пішак · b3 чорна тура · d3 білий слон · e3 чорний пішак · f3 білий король · b1 білий ферзь | a7 чорна тура · e7 білий пішак · g7 білий пішак · a6 білий пішак · d6 білий слон · e6 чорний пішак · g6 чорний пішак · h6 чорний пішак · a5 білий кінь · b5 білий пішак · d5 чорний король · g5 чорний ферзь · h5 біла тура · a4 чорний пішак · c4 білий кінь · f4 біла тура · g4 білий пішак · b3 чорна тура · d3 білий слон · e3 чорний пішак · f3 білий король · b1 білий ферзь | a7 чорна тура · e7 білий пішак · g7 білий пішак · a6 білий пішак · d6 білий слон · e6 чорний пішак · g6 чорний пішак · h6 чорний пішак · a5 білий кінь · b5 білий пішак · d5 чорний король · g5 чорний ферзь · h5 біла тура · a4 чорний пішак · c4 білий кінь · f4 біла тура · g4 білий пішак · b3 чорна тура · d3 білий слон · e3 чорний пішак · f3 білий король · b1 білий ферзь | 6 |
| 5 | a7 чорна тура · e7 білий пішак · g7 білий пішак · a6 білий пішак · d6 білий слон · e6 чорний пішак · g6 чорний пішак · h6 чорний пішак · a5 білий кінь · b5 білий пішак · d5 чорний король · g5 чорний ферзь · h5 біла тура · a4 чорний пішак · c4 білий кінь · f4 біла тура · g4 білий пішак · b3 чорна тура · d3 білий слон · e3 чорний пішак · f3 білий король · b1 білий ферзь | a7 чорна тура · e7 білий пішак · g7 білий пішак · a6 білий пішак · d6 білий слон · e6 чорний пішак · g6 чорний пішак · h6 чорний пішак · a5 білий кінь · b5 білий пішак · d5 чорний король · g5 чорний ферзь · h5 біла тура · a4 чорний пішак · c4 білий кінь · f4 біла тура · g4 білий пішак · b3 чорна тура · d3 білий слон · e3 чорний пішак · f3 білий король · b1 білий ферзь | a7 чорна тура · e7 білий пішак · g7 білий пішак · a6 білий пішак · d6 білий слон · e6 чорний пішак · g6 чорний пішак · h6 чорний пішак · a5 білий кінь · b5 білий пішак · d5 чорний король · g5 чорний ферзь · h5 біла тура · a4 чорний пішак · c4 білий кінь · f4 біла тура · g4 білий пішак · b3 чорна тура · d3 білий слон · e3 чорний пішак · f3 білий король · b1 білий ферзь | a7 чорна тура · e7 білий пішак · g7 білий пішак · a6 білий пішак · d6 білий слон · e6 чорний пішак · g6 чорний пішак · h6 чорний пішак · a5 білий кінь · b5 білий пішак · d5 чорний король · g5 чорний ферзь · h5 біла тура · a4 чорний пішак · c4 білий кінь · f4 біла тура · g4 білий пішак · b3 чорна тура · d3 білий слон · e3 чорний пішак · f3 білий король · b1 білий ферзь | a7 чорна тура · e7 білий пішак · g7 білий пішак · a6 білий пішак · d6 білий слон · e6 чорний пішак · g6 чорний пішак · h6 чорний пішак · a5 білий кінь · b5 білий пішак · d5 чорний король · g5 чорний ферзь · h5 біла тура · a4 чорний пішак · c4 білий кінь · f4 біла тура · g4 білий пішак · b3 чорна тура · d3 білий слон · e3 чорний пішак · f3 білий король · b1 білий ферзь | a7 чорна тура · e7 білий пішак · g7 білий пішак · a6 білий пішак · d6 білий слон · e6 чорний пішак · g6 чорний пішак · h6 чорний пішак · a5 білий кінь · b5 білий пішак · d5 чорний король · g5 чорний ферзь · h5 біла тура · a4 чорний пішак · c4 білий кінь · f4 біла тура · g4 білий пішак · b3 чорна тура · d3 білий слон · e3 чорний пішак · f3 білий король · b1 білий ферзь | a7 чорна тура · e7 білий пішак · g7 білий пішак · a6 білий пішак · d6 білий слон · e6 чорний пішак · g6 чорний пішак · h6 чорний пішак · a5 білий кінь · b5 білий пішак · d5 чорний король · g5 чорний ферзь · h5 біла тура · a4 чорний пішак · c4 білий кінь · f4 біла тура · g4 білий пішак · b3 чорна тура · d3 білий слон · e3 чорний пішак · f3 білий король · b1 білий ферзь | a7 чорна тура · e7 білий пішак · g7 білий пішак · a6 білий пішак · d6 білий слон · e6 чорний пішак · g6 чорний пішак · h6 чорний пішак · a5 білий кінь · b5 білий пішак · d5 чорний король · g5 чорний ферзь · h5 біла тура · a4 чорний пішак · c4 білий кінь · f4 біла тура · g4 білий пішак · b3 чорна тура · d3 білий слон · e3 чорний пішак · f3 білий король · b1 білий ферзь | 5 |
| 4 | a7 чорна тура · e7 білий пішак · g7 білий пішак · a6 білий пішак · d6 білий слон · e6 чорний пішак · g6 чорний пішак · h6 чорний пішак · a5 білий кінь · b5 білий пішак · d5 чорний король · g5 чорний ферзь · h5 біла тура · a4 чорний пішак · c4 білий кінь · f4 біла тура · g4 білий пішак · b3 чорна тура · d3 білий слон · e3 чорний пішак · f3 білий король · b1 білий ферзь | a7 чорна тура · e7 білий пішак · g7 білий пішак · a6 білий пішак · d6 білий слон · e6 чорний пішак · g6 чорний пішак · h6 чорний пішак · a5 білий кінь · b5 білий пішак · d5 чорний король · g5 чорний ферзь · h5 біла тура · a4 чорний пішак · c4 білий кінь · f4 біла тура · g4 білий пішак · b3 чорна тура · d3 білий слон · e3 чорний пішак · f3 білий король · b1 білий ферзь | a7 чорна тура · e7 білий пішак · g7 білий пішак · a6 білий пішак · d6 білий слон · e6 чорний пішак · g6 чорний пішак · h6 чорний пішак · a5 білий кінь · b5 білий пішак · d5 чорний король · g5 чорний ферзь · h5 біла тура · a4 чорний пішак · c4 білий кінь · f4 біла тура · g4 білий пішак · b3 чорна тура · d3 білий слон · e3 чорний пішак · f3 білий король · b1 білий ферзь | a7 чорна тура · e7 білий пішак · g7 білий пішак · a6 білий пішак · d6 білий слон · e6 чорний пішак · g6 чорний пішак · h6 чорний пішак · a5 білий кінь · b5 білий пішак · d5 чорний король · g5 чорний ферзь · h5 біла тура · a4 чорний пішак · c4 білий кінь · f4 біла тура · g4 білий пішак · b3 чорна тура · d3 білий слон · e3 чорний пішак · f3 білий король · b1 білий ферзь | a7 чорна тура · e7 білий пішак · g7 білий пішак · a6 білий пішак · d6 білий слон · e6 чорний пішак · g6 чорний пішак · h6 чорний пішак · a5 білий кінь · b5 білий пішак · d5 чорний король · g5 чорний ферзь · h5 біла тура · a4 чорний пішак · c4 білий кінь · f4 біла тура · g4 білий пішак · b3 чорна тура · d3 білий слон · e3 чорний пішак · f3 білий король · b1 білий ферзь | a7 чорна тура · e7 білий пішак · g7 білий пішак · a6 білий пішак · d6 білий слон · e6 чорний пішак · g6 чорний пішак · h6 чорний пішак · a5 білий кінь · b5 білий пішак · d5 чорний король · g5 чорний ферзь · h5 біла тура · a4 чорний пішак · c4 білий кінь · f4 біла тура · g4 білий пішак · b3 чорна тура · d3 білий слон · e3 чорний пішак · f3 білий король · b1 білий ферзь | a7 чорна тура · e7 білий пішак · g7 білий пішак · a6 білий пішак · d6 білий слон · e6 чорний пішак · g6 чорний пішак · h6 чорний пішак · a5 білий кінь · b5 білий пішак · d5 чорний король · g5 чорний ферзь · h5 біла тура · a4 чорний пішак · c4 білий кінь · f4 біла тура · g4 білий пішак · b3 чорна тура · d3 білий слон · e3 чорний пішак · f3 білий король · b1 білий ферзь | a7 чорна тура · e7 білий пішак · g7 білий пішак · a6 білий пішак · d6 білий слон · e6 чорний пішак · g6 чорний пішак · h6 чорний пішак · a5 білий кінь · b5 білий пішак · d5 чорний король · g5 чорний ферзь · h5 біла тура · a4 чорний пішак · c4 білий кінь · f4 біла тура · g4 білий пішак · b3 чорна тура · d3 білий слон · e3 чорний пішак · f3 білий король · b1 білий ферзь | 4 |
| 3 | a7 чорна тура · e7 білий пішак · g7 білий пішак · a6 білий пішак · d6 білий слон · e6 чорний пішак · g6 чорний пішак · h6 чорний пішак · a5 білий кінь · b5 білий пішак · d5 чорний король · g5 чорний ферзь · h5 біла тура · a4 чорний пішак · c4 білий кінь · f4 біла тура · g4 білий пішак · b3 чорна тура · d3 білий слон · e3 чорний пішак · f3 білий король · b1 білий ферзь | a7 чорна тура · e7 білий пішак · g7 білий пішак · a6 білий пішак · d6 білий слон · e6 чорний пішак · g6 чорний пішак · h6 чорний пішак · a5 білий кінь · b5 білий пішак · d5 чорний король · g5 чорний ферзь · h5 біла тура · a4 чорний пішак · c4 білий кінь · f4 біла тура · g4 білий пішак · b3 чорна тура · d3 білий слон · e3 чорний пішак · f3 білий король · b1 білий ферзь | a7 чорна тура · e7 білий пішак · g7 білий пішак · a6 білий пішак · d6 білий слон · e6 чорний пішак · g6 чорний пішак · h6 чорний пішак · a5 білий кінь · b5 білий пішак · d5 чорний король · g5 чорний ферзь · h5 біла тура · a4 чорний пішак · c4 білий кінь · f4 біла тура · g4 білий пішак · b3 чорна тура · d3 білий слон · e3 чорний пішак · f3 білий король · b1 білий ферзь | a7 чорна тура · e7 білий пішак · g7 білий пішак · a6 білий пішак · d6 білий слон · e6 чорний пішак · g6 чорний пішак · h6 чорний пішак · a5 білий кінь · b5 білий пішак · d5 чорний король · g5 чорний ферзь · h5 біла тура · a4 чорний пішак · c4 білий кінь · f4 біла тура · g4 білий пішак · b3 чорна тура · d3 білий слон · e3 чорний пішак · f3 білий король · b1 білий ферзь | a7 чорна тура · e7 білий пішак · g7 білий пішак · a6 білий пішак · d6 білий слон · e6 чорний пішак · g6 чорний пішак · h6 чорний пішак · a5 білий кінь · b5 білий пішак · d5 чорний король · g5 чорний ферзь · h5 біла тура · a4 чорний пішак · c4 білий кінь · f4 біла тура · g4 білий пішак · b3 чорна тура · d3 білий слон · e3 чорний пішак · f3 білий король · b1 білий ферзь | a7 чорна тура · e7 білий пішак · g7 білий пішак · a6 білий пішак · d6 білий слон · e6 чорний пішак · g6 чорний пішак · h6 чорний пішак · a5 білий кінь · b5 білий пішак · d5 чорний король · g5 чорний ферзь · h5 біла тура · a4 чорний пішак · c4 білий кінь · f4 біла тура · g4 білий пішак · b3 чорна тура · d3 білий слон · e3 чорний пішак · f3 білий король · b1 білий ферзь | a7 чорна тура · e7 білий пішак · g7 білий пішак · a6 білий пішак · d6 білий слон · e6 чорний пішак · g6 чорний пішак · h6 чорний пішак · a5 білий кінь · b5 білий пішак · d5 чорний король · g5 чорний ферзь · h5 біла тура · a4 чорний пішак · c4 білий кінь · f4 біла тура · g4 білий пішак · b3 чорна тура · d3 білий слон · e3 чорний пішак · f3 білий король · b1 білий ферзь | a7 чорна тура · e7 білий пішак · g7 білий пішак · a6 білий пішак · d6 білий слон · e6 чорний пішак · g6 чорний пішак · h6 чорний пішак · a5 білий кінь · b5 білий пішак · d5 чорний король · g5 чорний ферзь · h5 біла тура · a4 чорний пішак · c4 білий кінь · f4 біла тура · g4 білий пішак · b3 чорна тура · d3 білий слон · e3 чорний пішак · f3 білий король · b1 білий ферзь | 3 |
| 2 | a7 чорна тура · e7 білий пішак · g7 білий пішак · a6 білий пішак · d6 білий слон · e6 чорний пішак · g6 чорний пішак · h6 чорний пішак · a5 білий кінь · b5 білий пішак · d5 чорний король · g5 чорний ферзь · h5 біла тура · a4 чорний пішак · c4 білий кінь · f4 біла тура · g4 білий пішак · b3 чорна тура · d3 білий слон · e3 чорний пішак · f3 білий король · b1 білий ферзь | a7 чорна тура · e7 білий пішак · g7 білий пішак · a6 білий пішак · d6 білий слон · e6 чорний пішак · g6 чорний пішак · h6 чорний пішак · a5 білий кінь · b5 білий пішак · d5 чорний король · g5 чорний ферзь · h5 біла тура · a4 чорний пішак · c4 білий кінь · f4 біла тура · g4 білий пішак · b3 чорна тура · d3 білий слон · e3 чорний пішак · f3 білий король · b1 білий ферзь | a7 чорна тура · e7 білий пішак · g7 білий пішак · a6 білий пішак · d6 білий слон · e6 чорний пішак · g6 чорний пішак · h6 чорний пішак · a5 білий кінь · b5 білий пішак · d5 чорний король · g5 чорний ферзь · h5 біла тура · a4 чорний пішак · c4 білий кінь · f4 біла тура · g4 білий пішак · b3 чорна тура · d3 білий слон · e3 чорний пішак · f3 білий король · b1 білий ферзь | a7 чорна тура · e7 білий пішак · g7 білий пішак · a6 білий пішак · d6 білий слон · e6 чорний пішак · g6 чорний пішак · h6 чорний пішак · a5 білий кінь · b5 білий пішак · d5 чорний король · g5 чорний ферзь · h5 біла тура · a4 чорний пішак · c4 білий кінь · f4 біла тура · g4 білий пішак · b3 чорна тура · d3 білий слон · e3 чорний пішак · f3 білий король · b1 білий ферзь | a7 чорна тура · e7 білий пішак · g7 білий пішак · a6 білий пішак · d6 білий слон · e6 чорний пішак · g6 чорний пішак · h6 чорний пішак · a5 білий кінь · b5 білий пішак · d5 чорний король · g5 чорний ферзь · h5 біла тура · a4 чорний пішак · c4 білий кінь · f4 біла тура · g4 білий пішак · b3 чорна тура · d3 білий слон · e3 чорний пішак · f3 білий король · b1 білий ферзь | a7 чорна тура · e7 білий пішак · g7 білий пішак · a6 білий пішак · d6 білий слон · e6 чорний пішак · g6 чорний пішак · h6 чорний пішак · a5 білий кінь · b5 білий пішак · d5 чорний король · g5 чорний ферзь · h5 біла тура · a4 чорний пішак · c4 білий кінь · f4 біла тура · g4 білий пішак · b3 чорна тура · d3 білий слон · e3 чорний пішак · f3 білий король · b1 білий ферзь | a7 чорна тура · e7 білий пішак · g7 білий пішак · a6 білий пішак · d6 білий слон · e6 чорний пішак · g6 чорний пішак · h6 чорний пішак · a5 білий кінь · b5 білий пішак · d5 чорний король · g5 чорний ферзь · h5 біла тура · a4 чорний пішак · c4 білий кінь · f4 біла тура · g4 білий пішак · b3 чорна тура · d3 білий слон · e3 чорний пішак · f3 білий король · b1 білий ферзь | a7 чорна тура · e7 білий пішак · g7 білий пішак · a6 білий пішак · d6 білий слон · e6 чорний пішак · g6 чорний пішак · h6 чорний пішак · a5 білий кінь · b5 білий пішак · d5 чорний король · g5 чорний ферзь · h5 біла тура · a4 чорний пішак · c4 білий кінь · f4 біла тура · g4 білий пішак · b3 чорна тура · d3 білий слон · e3 чорний пішак · f3 білий король · b1 білий ферзь | 2 |
| 1 | a7 чорна тура · e7 білий пішак · g7 білий пішак · a6 білий пішак · d6 білий слон · e6 чорний пішак · g6 чорний пішак · h6 чорний пішак · a5 білий кінь · b5 білий пішак · d5 чорний король · g5 чорний ферзь · h5 біла тура · a4 чорний пішак · c4 білий кінь · f4 біла тура · g4 білий пішак · b3 чорна тура · d3 білий слон · e3 чорний пішак · f3 білий король · b1 білий ферзь | a7 чорна тура · e7 білий пішак · g7 білий пішак · a6 білий пішак · d6 білий слон · e6 чорний пішак · g6 чорний пішак · h6 чорний пішак · a5 білий кінь · b5 білий пішак · d5 чорний король · g5 чорний ферзь · h5 біла тура · a4 чорний пішак · c4 білий кінь · f4 біла тура · g4 білий пішак · b3 чорна тура · d3 білий слон · e3 чорний пішак · f3 білий король · b1 білий ферзь | a7 чорна тура · e7 білий пішак · g7 білий пішак · a6 білий пішак · d6 білий слон · e6 чорний пішак · g6 чорний пішак · h6 чорний пішак · a5 білий кінь · b5 білий пішак · d5 чорний король · g5 чорний ферзь · h5 біла тура · a4 чорний пішак · c4 білий кінь · f4 біла тура · g4 білий пішак · b3 чорна тура · d3 білий слон · e3 чорний пішак · f3 білий король · b1 білий ферзь | a7 чорна тура · e7 білий пішак · g7 білий пішак · a6 білий пішак · d6 білий слон · e6 чорний пішак · g6 чорний пішак · h6 чорний пішак · a5 білий кінь · b5 білий пішак · d5 чорний король · g5 чорний ферзь · h5 біла тура · a4 чорний пішак · c4 білий кінь · f4 біла тура · g4 білий пішак · b3 чорна тура · d3 білий слон · e3 чорний пішак · f3 білий король · b1 білий ферзь | a7 чорна тура · e7 білий пішак · g7 білий пішак · a6 білий пішак · d6 білий слон · e6 чорний пішак · g6 чорний пішак · h6 чорний пішак · a5 білий кінь · b5 білий пішак · d5 чорний король · g5 чорний ферзь · h5 біла тура · a4 чорний пішак · c4 білий кінь · f4 біла тура · g4 білий пішак · b3 чорна тура · d3 білий слон · e3 чорний пішак · f3 білий король · b1 білий ферзь | a7 чорна тура · e7 білий пішак · g7 білий пішак · a6 білий пішак · d6 білий слон · e6 чорний пішак · g6 чорний пішак · h6 чорний пішак · a5 білий кінь · b5 білий пішак · d5 чорний король · g5 чорний ферзь · h5 біла тура · a4 чорний пішак · c4 білий кінь · f4 біла тура · g4 білий пішак · b3 чорна тура · d3 білий слон · e3 чорний пішак · f3 білий король · b1 білий ферзь | a7 чорна тура · e7 білий пішак · g7 білий пішак · a6 білий пішак · d6 білий слон · e6 чорний пішак · g6 чорний пішак · h6 чорний пішак · a5 білий кінь · b5 білий пішак · d5 чорний король · g5 чорний ферзь · h5 біла тура · a4 чорний пішак · c4 білий кінь · f4 біла тура · g4 білий пішак · b3 чорна тура · d3 білий слон · e3 чорний пішак · f3 білий король · b1 білий ферзь | a7 чорна тура · e7 білий пішак · g7 білий пішак · a6 білий пішак · d6 білий слон · e6 чорний пішак · g6 чорний пішак · h6 чорний пішак · a5 білий кінь · b5 білий пішак · d5 чорний король · g5 чорний ферзь · h5 біла тура · a4 чорний пішак · c4 білий кінь · f4 біла тура · g4 білий пішак · b3 чорна тура · d3 білий слон · e3 чорний пішак · f3 білий король · b1 білий ферзь | 1 |
|   | a | b | c | d | e | f | g | h |   |

FEN: 8/r3P1P1/P2Bp1pp/NP1k2qR/p1N2RP1/1r1BpK2/8/1Q6
1. Sc6? ~ 2.Rd4#, 1. ... Qf5! (чорні зв'язали туру)
1. Qd1? ~ 2. Be4#, 1. ... e2! (чорні зв'язали слона)
1. Kxe3! ~ Qh1# (білі самі зв'язали і туру, і слона)
1. ... Qxh5 2. Rd4# (чорні розв'язали туру)
1. ... Rxb1  2. Be4# (чорні розв'язали слона)
- — - — - — -
1. ... Rxd3+ 2. Qxd3#
В задачі пройшов «повний каприз».